# Numeira
Numeira – stanowisko archeologiczne w Jordanii w pobliżu Morza Martwego, zawierające ślady osadnictwa z epoki brązu. Tak samo nazywa się pobliska dolina oraz rzeka, która w znaczącym stopniu zniszczyła to stanowisko.
Jest to prawdopodobne miejsce położenia biblijnej Gomory.